# Nîmes Olympique
Nîmes Olympique, bildad 10 april 1937, är en fotbollsklubb i Nîmes i Frankrike. Klubben spelar sedan säsongen 2023/2024 i Championnat National, och spelar sina hemmamatcher på Stade des Costières. 
Säsongen 1949/1950 vann klubben Ligue 2. Säsongen 1995/1996 gick Nîmes Olympique till final i den franska cupen, och åkte där på stryk mot AJ Auxerre. Men då AJ Auxerre vann både den franska högstadivisionen i seriespelet, Ligue 1, samt den franska cupen och spelade i UEFA Champions League 1996/1997 fick Nîmes Olympique spela i Cupvinnarcupen 1996/1997, där man gick till andra omgången och åkte ut mot AIK från Sverige. Säsongen 1996/1997 vann klubben även sin grupp i Championnat National. 5 maj 2018 säkrade klubben andra platsen i Ligue 2, vilket innebar att klubben var tillbaka i Ligue 1 för första gången sedan säsongen 92/93. Man höll sig kvar i Ligue 1 ett tag men 2021 kom Nîmes på en 19 plats i Ligue 1 vilket innebar nedflyttning.